# Agraff
För andra betydelser, se Agraff (olika betydelser).
Agraff (franska agrafe) är ett prydnadsspänne, en häkta, en krok eller dylikt, som appliceras för att hålla ihop två tygstycken, till exempel i gardiner eller plymer, eller helt enkelt som dekor. I Sveriges försvarsmakt används agraffer som gradbeteckning på fältmössor.

## Svenska armén
I armén används agraff som ett mössmärke för befäl, där det även går att utläsa vilken befälskår som bäraren tillhör, eller tillhört. Den nedre knappen pryds av lilla riksvapnet med tre kronor och den kan vara antingen  brons-,  silverfärgad eller blåemaljerad. Till arméns fältuniform bärs ett broderat mössmärke i tyg, men till parad- eller permissionsuniform bärs en agraff i metall med övre kokard, nedre knapp med tre kronors-emblem och spänne. Generalspersoner bär ett annorlunda och bredare agraffspänne än övriga befäl. Soldater som ej tillhör någon befälskår bär ej mössmärke till fältmössa och till paraduniform bärs istället för kokard överst ett blågult nationalitetsmärke, och underst istället för tre kronors-emblem en knapp med kompani-siffra mot bakgrund i truppslagsfärg.
| Befälsordning | Brons                   | Silver                   | Blåemaljerad                    |
| ------------- | ----------------------- | ------------------------ | ------------------------------- |
| Befälsordning | Underbefäl              | Underofficer             | Officer                         |
| 1960          | Underbefäl              | Underofficer             | Officer                         |
| 1960          | Värnpliktigt underbefäl | Värnpliktig underofficer | Värnpliktig officer             |
| 1972          | Gruppbefäl              | Plutonsofficer           | Regementsofficer Kompaniofficer |
| 1972          | Värnpliktigt gruppbefäl | Värnpliktsofficer (PB)   | Värnpliktsofficer (KB)          |
| 1983          | -                       | -                        | Yrkesofficer                    |
| 1983          | Värnpliktigt gruppbefäl | Värnpliktsofficer (PB)   | Värnpliktsofficer (KB)          |
| 2009          | Gruppbefäl              | Specialistofficer        | Officer                         |
| 2009          | -                       | -                        | -                               |